# Stephen Hill
Stephen Hill este un producător, creator și gazdă a longevivei emisiuni radio Hearts of Space, ce prezintă  "muzică space contemporană " dintr-o varietate de muzicieni și genuri, din Statele Unite.  El a ajutat la popularizarea termenului "space music" în vremea în care deținea emisiunea, și e susținător al muzicii contemplative indifferent de gen.

## Biografie
Stephen Hill a creat "Music from the Hearts of Space" în 1973 ca o emisiune săptămânală de trei ore pe postul local de radio program, KPFA-FM în Berkeley. Versiunea națională de o oră e emisiunii a început în 1983 crescând ulterior într-o rețea de peste 290 de stații radio affiliate NPR. Stephen și partnerul original Anna Turner au lansat apoi în 1984, casa de discuri Hearts of Space Records. Aproximativ după 150 de release-uri, casa de discuri a fost vândută în 2001 companiei Valley Entertainment.  Hill a produs și înregistrat mii ediții live și a înregistrat o mulțime de albume și coloane sonore, inclusive un documentar, câștigător al premiului Academiei Americane de Film pentru Cel mai bun film documentar. Pe lângă găzduirea și conducerea producției emisiunii radio, Hill a dirijat departamentul A&R pentru case de discuri, și a servit ca Art Director intern de graphică în ambalare, print și promovare online. În present e cufundat în lucru asupra Hearts of Space Archive — un serviciu next-generation pe Internet  pentru muzică contemplativă.